# Comté de Kossuth
Le comté de Kossuth est un comté de l'État de l'Iowa, aux États-Unis.

## Histoire
Lorsque l’Iowa est devenu un État en 1846, il comptait 48 comtés. Le 15 janvier 1851, la troisième Assemblée générale de l'Iowa ajouta 52 comtés supplémentaires, faisant de l'Iowa officiellement un État de 100 comtés. En 1855, le comté de Bancroft fut supprimé parce qu'il n'était pas propice à la colonisation en raison de ses marais et de ses zones humides. Les terres du comté de Bancroft furent fusionnées avec le comté de Kossuth, faisant de Kossuth le plus grand comté de l'Iowa, et de l'Iowa un État de 99 comtés,.
En novembre 1914, une élection eut lieu dans le comté de Kossuth pour déterminer si le comté de Larrabee devait être créé dans la partie Nord du comté de Kossuth. La proposition ne reçut que 920 voix, contre 3.599 voix pour l'opposition ; par conséquent, le comté de Larrabee ne fut pas créé, l'Iowa est resté un État de 99 comtés et le comté de Kossuth est resté le plus grand comté de l'Iowa.